# Taketa
Taketa (竹田市 -shi), conhecida por pequena Kioto, está localizada na província de Oita Kyushu, rodeada por uma cadeia de montanhas e o rio Ono.
Em 2003 a cidade tinha uma população estimada em 16 807 habitantes e uma densidade populacional de 83,69 h/km². Tem uma área total de 200,83 km².
Recebeu o estatuto de cidade a 31 de Março de 1954.
Em 2012 foram descobertas várias capelas antigas da Igreja católica escavadas nas rochas vulcânicas dos redondezas.